# 唐娜欧泽比娅
唐娜欧泽比娅是巴西米纳斯吉拉斯州的一个市镇。总面积54.47平方公里，总人口5569人，人口密度102.2人/平方公里。